# ゲオルク・クルツィウス

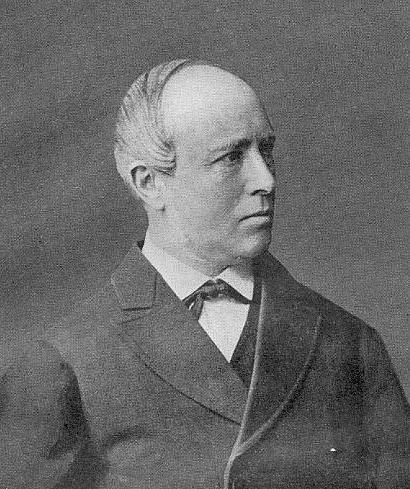
ゲオルク・クルツィウス

ゲオルク・クルツィウス（Georg Curtius、1820年4月16日 - 1885年8月12日）は、ドイツの言語学者、文献学者。インド・ヨーロッパ語族比較言語学の学者であり、ライプツィヒ大学のクルツィウス門下からは著名な学者を輩出した。

## 生涯
クルツィウスはリューベックに生まれた。兄のエルンスト・クルツィウスは著名な考古学者、歴史学者である。文学研究者のエルンスト・ローベルト・クルツィウスはエルンストの孫にあたる。
ボン大学とベルリン大学で学び、1842年に博士の学位を得た。ボンではアウグスト・ヴィルヘルム・シュレーゲルらに、ベルリンではフランツ・ボップに学んだ。その後しばらくドレスデンのフィツトゥム・ギムナジウム(de)で教師をしながら論文を発表した。
1845年にベルリン大学に戻り、翌1846年に大学教授資格を得た。同大学で私講師をつとめた後、1849年にプラハ大学に移って古典文献学の教授に就任し、少し後にプラハにやってきたアウグスト・シュライヒャーと同僚になった。1854年にキール大学、1862年にはライプツィヒ大学に移り、1885年に没するまで23年にわたってライプツィヒで教えた。
ライプツィヒでのクルツィウスの講義は非常に人気があり、1874年から翌年にかけてのギリシア語文法の講義は273人が聴講したという。彼の学生たちをメンバーとする「文法の集い」(Grammatische Gesellschaft)にも多数の学生が集まって活発な研究発表と討議が行われた。1868年から1878年にかけて、クルツィウスは学術誌『ギリシア・ラテン文法研究』(Studien zur griechischen und lateinischen Grammatik)を発行して学生たちの論文を載せた。1878年からは『ライプツィヒ古典文献学研究』(Leipziger Studien zur classischen Philologie)を発行した。
1870年代にクルツィウスの学生であったカール・ブルークマン、ヘルマン・オストホフ、アウグスト・レスキーン、エドゥアルト・ジーファースらは青年文法学派と呼ばれるようになるが、クルツィウス本人は彼らの主張であった例外のない音法則やソナント理論を認めず、激しい批判を行った。
1881年ごろから健康を損ない、1885年の夏休み旅行中、ヘルムスドルフ（今のポーランドのイェレニャ・グラにあるソビエシュフ(de)）で没した。

## 主な著書
- Die Sprachvergleichung in ihrem Verhältniss zur classischen Philologie. Berlin: Wilhelm Besser. (1848) [1845]
- Die Bildung der Tempora und Modi im Griechischen und Lateinischen. Berlin: Wilhelm Besser. (1846)
- Grundzüge der griechischen Etymologie. Leipzig: B.G. Teubner. (1879) [1858-1862]（ギリシア語語源の基礎、第5版）
- Das Verbum der griechischen Sprache. Leipzig: S. Hirzel. (1873-1876) 巻1 巻2（ギリシア語の動詞）

没した1885年に出版された『最近の言語研究批判』は青年文法学派を攻撃した書物として有名である。
- Zur Kritik der neuesten Sprachforschung. Leipzig: S. Hirzel. (1885)

没後の1886年に論文集が編纂された（全2巻）。巻1にライプツィヒ大学就任時の有名な講演「文献学と言語学」(Philologie und Sprachwissenschaft, 1862)を収録する。この講演でクルツィウスは、言語学の発展が文献学を助けていること、したがって文献学と言語学は補いあって進むべきであることを述べている。
- Ernst Windisch, ed (1886). Kleine Schriften von Georg Curtius. Leipzig: S. Hirzel

プラハ時代に編纂した文法教科書『ギリシア語学校文法』（初版1852年）は生前に16版を重ね、没後も重版された。
- Griechische Schulgrammatik. Leipzig: G. Freytag. (1902) [1852]（22版）